# Katzwinkel (Eifel)

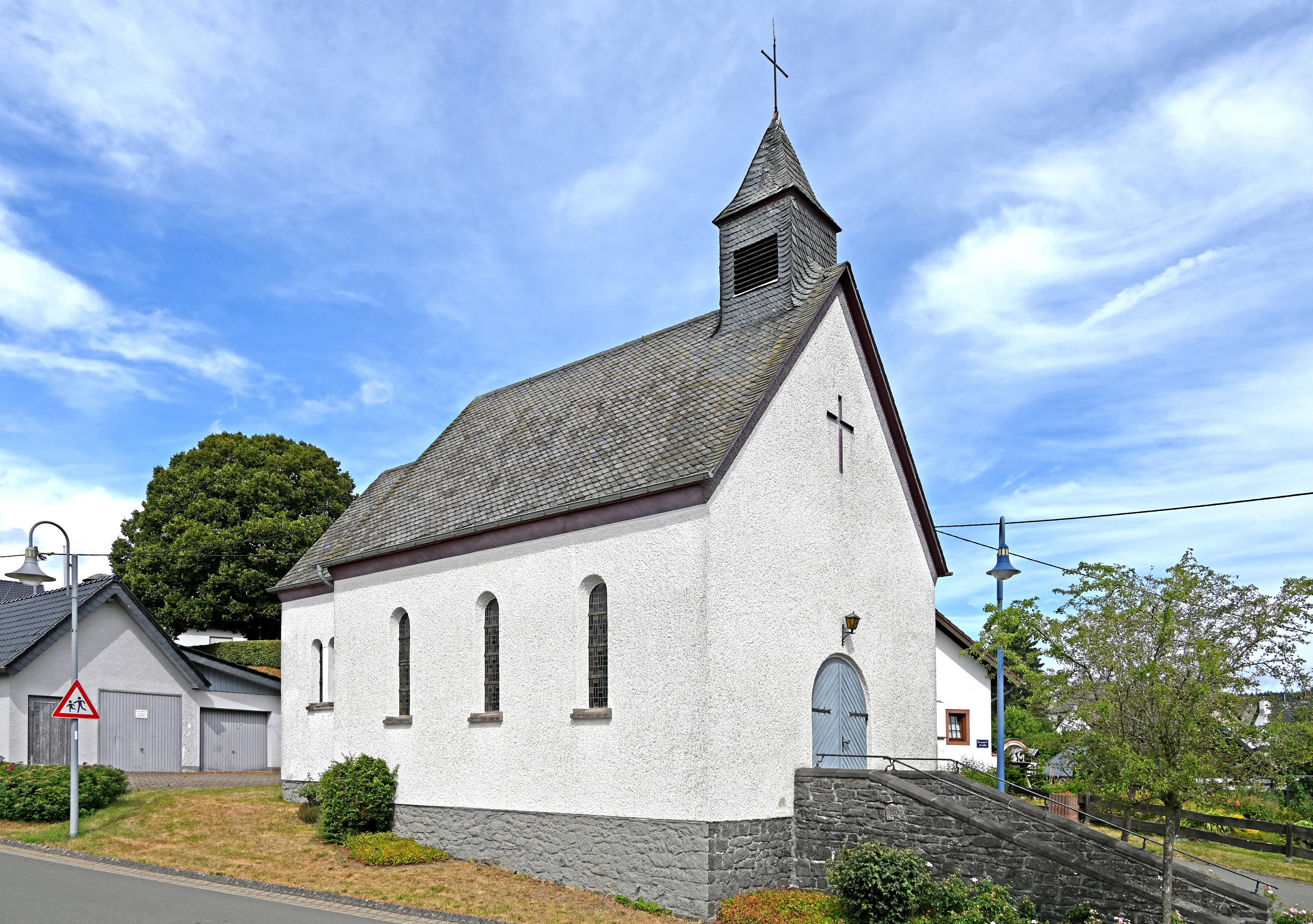
Katzwinkel (Eifel), Katholische Filialkirche St. Katharina (1810)

Katzwinkel ist eine Ortsgemeinde im Landkreis Vulkaneifel in Rheinland-Pfalz. Sie gehört der Verbandsgemeinde Kelberg an.

## Geographie
Die Gemeinde liegt im Naturpark Vulkaneifel. Nachbargemeinden sind Kelberg, Ueß, Hörschhausen, Gefell, Sarmersbach und Beinhausen.

## Geschichte
Steinzeitliche Ausgrabungen belegen eine vorgeschichtliche Besiedelung der Gegend um Katzwinkel. Eine erste urkundliche Erwähnung von 1143 belegt, dass das Kloster Springiersbach Ländereien in Katzwinkel besaß.
Katzwinkel gehörte zur Grafschaft Nürburg und später zum Amt Nürburg und damit zum Kurfürstentum Köln.
Nach der Einnahme des Linken Rheinufers durch französische Revolutionstruppen (1794) und der Einrichtung des französischen Verwaltungssystems (1798) wurde Katzwinkel der Mairie Sarmersbach im Kanton Daun des Saardepartements zugeordnet. Aufgrund der Beschlüsse auf dem Wiener Kongress kam die Region 1815 zum Königreich Preußen und gehörte von 1816 an zum neu errichteten Kreis Daun im Regierungsbezirk Trier, der später zur Rheinprovinz gehörte. Verwaltungsmäßig gehörte die Gemeinde Katzwinkel zur Bürgermeisterei Sarmersbach (1927 umbenannt in „Amt Sarmersbach“). Das Amt Sarmersbach wurde 1931 aufgelöst, Katzwinkel kam zum Amt Daun, aus dem 1968 die Verbandsgemeinde Daun hervorging. Zum 7. November 1970 wurde Katzwinkel zusammen mit Beinhausen, Boxberg, Brück, Hörschhausen und Neichen in die Verbandsgemeinde Kelberg eingegliedert.
Bevölkerungsentwicklung
Die Entwicklung der Einwohnerzahl von Katzwinkel; die Werte von 1871 bis 1987 beruhen auf Volkszählungen:
| Jahr | Einwohner |
| ---- | --------- |
| 1815 | 86        |
| 1835 | 118       |
| 1871 | 100       |
| 1905 | 113       |
| 1939 | 151       |
| 1950 | 138       |
| 1961 | 129       |

| Jahr | Einwohner |
| ---- | --------- |
| 1970 | 134       |
| 1987 | 142       |
| 1997 | 141       |
| 2005 | 128       |
| 2011 | 142       |
| 2017 | 133       |

## Politik

### Bürgermeister
Manfred Lenartz wurde 2004 Ortsbürgermeister von Katzwinkel. Bei der Direktwahl am 26. Mai 2019 wurde er mit einem Stimmenanteil von 92,94 % in seinem Amt bestätigt. Er wurde im Juni 2024 wiedergewählt.
Lenartz Vorgänger Josef Klötsch hatte das Amt 35 Jahre ausgeübt, war 2004 aber nicht erneut angetreten.

### Wappen
| Wappen von Katzwinkel | Blasonierung: „In Silber ein schwarzes Balkenkreuz, bewinkelt von vier grünen dreizackigen Kronen.“ |
| Wappen von Katzwinkel | Wappenbegründung: Das schwarze Kreuz erinnert an die frühere Zugehörigkeit zum Kurfürstentum Köln.  |

## Sehenswertes
An Sehenswürdigkeiten sind in Katzwinkel zu nennen:
- das Afelskreuz mit einer Kapelle. Der Name deutet auf Ablasskreuz hin, jedoch ist auch eine Nähe zu Eifelkreuz möglich. Das jetzige über 3 m hohe Holzkreuz wurde an der Stelle eines vermoderten im Jahre 1931 errichtet. Die eingeschnitzte Jahreszahl 1231 deutet auf Wallfahrten zu jener Zeit.[6]
- der auf der Gemeindegrenze zwischen Ueß und Katzwinkel liegende Teufelsstein mit 2 m Durchmesser ist ein gelistetes Naturdenkmal aus erstarrter Lava.

Siehe auch:
- Liste der Kulturdenkmäler in Katzwinkel
- Liste der Naturdenkmale in Katzwinkel

## Sonstiges
Katzwinkel gewann 2005 den Ehrenamtspreis des Landes Rheinland-Pfalz für herausragende kommunale Projekte. Unter 97 eingesandten Projekten belegte die Initiative des Ortes den 7. Platz.
2012 beteiligt sich Katzwinkel am Wettbewerb „Unser Dorf hat Zukunft“. Katzwinkel hat dort den 2. Platz im Kreisentscheid  erreicht.